# A hetedik (album)
Az A hetedik Földes László bluesénekes kilencedik nagylemeze, amely 1998-ban jelent meg. A lemezen József Attila versei hallhatók, Mártha István és Póka Egon zenéjével.

## Számlista
A lemezen az alábbi 24 dal hallható.
| 1.    | A hetedik                        | 4:00 |
| 2.    | Drága barátaim                   | 0:31 |
| 3.    | A bűn                            | 3:39 |
| 4.    | József Attila hidd el...         | 1:13 |
| 5.    | Én nem tudtam                    | 2:51 |
| 6.    | Tanítások (Ti jók vagytok)       | 0:22 |
| 7.    | Eszmélet                         | 5:21 |
| 8.    | Irgalom                          | 0:42 |
| 9.    | Légy ostoba!                     | 3:50 |
| 10.   | Szeretnének                      | 0:51 |
| 11.   | Nem emel föl                     | 1:43 |
| 12.   | Istenem                          | 0:53 |
| 13.   | Szólt az ember                   | 0:47 |
| 14.   | József Attila (Vidám és jó volt) | 1:42 |
| 15.   | A nagyvárosokat                  | 1:09 |
| 16.   | Nagyvárosokról beszélt           | 4:34 |
| 17.   | Ó, Európa                        | 1:42 |
| 18.   | Egyszerű ez                      | 0:54 |
| 19.   | Magyarország messzire van        | 2:56 |
| 20.   | Tanítások (Lesznek, akik...)     | 1:06 |
| 21.   | Tudod, hogy nincs bocsánat       | 1:52 |
| 22.   | Le vagyok győzve                 | 0:15 |
| 23.   | Nagyon fáj                       | 4:10 |
| 24.   | Tanítások (Csak gyertek velem)   | 0:22 |
| 47:38 |                                  |      |

## Közreműködők
A lemez elkészülésénél közreműködtek:
- Földes László – ének
- Mártha István – szintetizátor, zongora, ütőhangszerek
- Dezső Angéla, Galkó Balázs – próza
- Gyenge Lajos – dob
- Marosi János – nagybőgő
- Marosi Zoltán – zongora
- Muck Ferenc – szaxofon
- Tóth János Rudolf – gitár
- Kölcsényi Attila – hangmérnök
- Borszéki Adamis – fotó, grafika